# Richmond Olympic Oval
Il Richmond Olympic Oval, o Richmond Oval, è uno stadio della città di Richmond, nella Columbia Britannica. In esso si stanno svolgendo le gare di pattinaggio di velocità ai XXI Giochi olimpici invernali; è inoltre la sede del laboratorio anti-doping dei Giochi. Costato 178 milioni di dollari canadesi, può ospitare fino ad 8000 spettatori.

## Caratteristiche
Lo stadio è stato costruito dietro al Fraser, a pochi isolati di distanza dalla Lansdowne Station della Canada Line, una metropolitana che serve l'area metropolitana di Vancouver. Il tetto ha la forma stilizzata di un airone, tributo alle Prime nazioni e all'uccello, che abitava le sponde del fiume all'arrivo degli europei nella regione. Il tetto è stato costruito con legno danneggiato da un coleottero (Dendroctonus ponderosae) legate insieme in modo da formare un effetto ondulato; per questo il Royal Architectural Institute of Canada ha assegnato all'Oval un premio all'innovazione architettonica.
Ha una superficie di 33.750 m², che comprende un pavimento principale di 20.000 m² che include il tracciato di pattinaggio. L'impianto è stato costruito per possedere la certificazione Silver del Leadership in Energy and Environmental Design; ad esempio, l'impianto di refrigerazione del ghiaccio è costruito per riscaldare altre aree dell'edificio attraverso l'utilizzo di quello che altrimenti sarebbe uno spreco di calore.
All'esterno vi è un ambiente progettato dall'artista Janet Echelman. Uno stagno viene riempito attraverso l'acqua che cade sul tetto, e serve come fonte d'acqua per irrigare i giardini circostanti e per le toilette; sopra di esso passano due ponti, ed è appesa una scultura.
Il resto dell'edificio è stato progettato dalla Glotman Simpson Consulting Engineers. L'architetto principale è Bob Johnston, che è stato coinvolto anche nella progettazione dei tracciati di Calgary e di Salt Lake City.

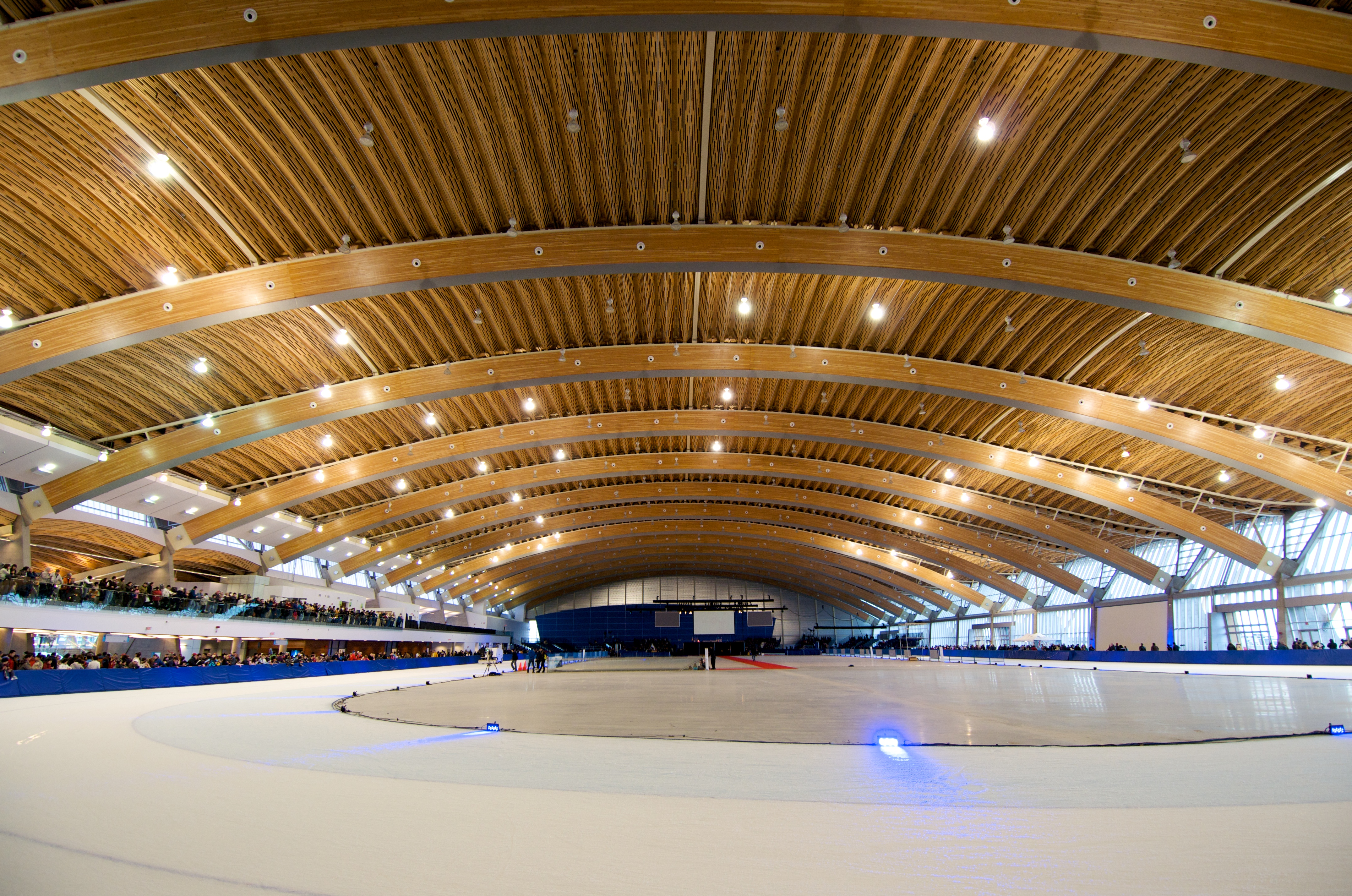
Il tetto

## Costruzione
La costruzione dell'impianto è iniziata il 17 novembre 2006; è stato inaugurato il 12 dicembre 2008. Gare preolimpiche hanno compreso i Campionati canadesi e i World Single Distance Championships.

## Dopo i Giochi
Dopo i Giochi, la struttura verrà convertita in un impianto polivalente che includerà due anelli di ghiaccio, una palestra, una pista da 200 m e un centro per atleti d'élite. La pista da pattinaggio verrà coperta da un pavimento rimovibile, in modo da poter essere usata per altre competizioni.
Lo stadio intende essere con il centro di un nuovo quartiere con un misto di edilizia residenziale, commerciale e pubblica.